# آن ستانفورد
آن ستانفورد (بالإنجليزية: Ann Stanford)‏ (25 نوفمبر 1916، لا هابرا في الولايات المتحدة - 12 يوليو 1987)؛ مترجمة، كاتِبة وشاعرة أمريكية.